# Michel Piquemal
Pour les articles homonymes, voir Michel Piquemal, baryton et chef de chœur français.
Michel Piquemal, né le 17 décembre 1954 à Béziers (Hérault), est un écrivain français.

## Biographie
Michel Piquemal est diplômé d'un doctorat de lettres, a suivi des études de sciences de l'éducation, puis a été instituteur,. Son premier roman jeunesse Samani, l'Indien solitaire, est paru en 1988. Il a depuis publié plus de 200 titres. Entre autres thèmes, il s'intéresse aux Amérindiens et à la philosophie. Ses ouvrages ont été couronnés de plusieurs prix, dont le Prix des Incorruptibles en 2006.
Il a créé et dirige les collections « Carnets de Sagesse » et « Paroles de » aux éditions Albin Michel, et a publié de nombreux ouvrages de philosophie à destination de la jeunesse (Les Philo-fables, Le Conteur philosophe, Piccolo-philo…). C'est un ardent défenseur de la pratique de la philosophie à l'école primaire.
Il est aussi l'auteur d'ouvrages pour adultes : son premier roman, Le Cri du poisson rouge, « conte cruel et drolatique » selon la critique du magazine Télérama, est publié en 2001. Il est également l'auteur d'essais (Heureux sans dieu ni religion, Hugo et Cie) et d'un pamphlet antilibéral (Le Prophète du libéralisme, Ed. Mille et une nuits, sous le pseudonyme de Kosy Libran, paru en 2005). En 1989, il obtient le grand prix de jeunesse avec son roman le Jobard.

## Œuvres

### Années 1980 et 1990
1988
- Samani, l'Indien solitaire, Messidor La Farandole
- Le Pionnier du Nouveau Monde, illustrations de Gilles Scheid, Milan, coll. « Milan Poche junior »

1989
- Le Jobard, illustrations Ulysse Malassagne, Milan - Grand prix du livre pour la jeunesse

1990
- La Petite Panthère et autres récits, illustrations de Laurence Batigne, Nathan, coll. « Histoires vraies d'animaux »
- Bébé dauphin et le requin, et autres récits, illustrations de Sylvie Larouzenko, Nathan, coll. « Histoires vraies d'animaux »
- Un chaton dans la souricière, illustrations de Yves Got, Syros, coll. « Souris noire »
- Léon le gourmand, illustrations de Jacques Boisnard, Nathan
- Léon polisson, illustrations de Jacques Boisnard, Nathan
- Léon tête-en-l'air, illustrations de Jacques Boisnard, Nathan
- Léon casse-cou, illustrations de Jacques Boisnard, Nathan

1991
- Les Deux Oursons et autres récits, illustrations de Bernadette Pons, Nathan, coll. « Histoires vraies d'animaux »
- Giovanna, illustrations de Laurence Moussel, Syros, coll. « Souris rose »
- La Soupe de micreilles, illustrations de Mireille Boaziz, Nathan, coll. « Tourne page »
- Les Lettres de mon moulin, Nathan - livre audio
- Léon le curieux, illustrations de Jacques Boisnard, Nathan
- Léon grognon, illustrations de Jacques Boisnard, Nathan
- Léon pagaille, illustrations de Jacques Boisnard, Nathan
- Benjamin et son papa géant, illustrations de Michel Fayard, Nathan, coll. « Kangourou poche »
- La Mer a disparu, illustrations de Dominique Simon, in Diabolo, n°45, juillet 1991, Milan - texte édité chez Nathan en 1999

1992
- Entraînement pour les J.O. de Barcelone, illustrations de Zaü, Syros, coll. « Aventure dans la ville »

1993
- Une poule pondait des patates, illustrations de Maryse Lamigeon, Nathan
- Paroles indiennes, photos de Edward Sheriff Curtis, Albin Michel, coll. « Carnets de sagesse »
- Le Cheval de Léonard de Vinci, illustrations de Daniel Maja, Épigones, coll. « Myriades »

1994
- Les Petites mains, illustrations de Jean-Claude Pertuzé, Épigones, coll. « Myriades » ; réédition, illustrations de Magali Bardos, Magnard, coll. « P'tits fantastiques », 2003
- Enquête à la colo, illustrations de Daniel Maja, Épigones, coll. « Myriades »
- Plumes de neige, illustrations de Véronique Boiry, Casterman, coll. « Je commence à lire »
- Bouli l'ourson, illustrations de Zaü, Épigones, coll. « Myriades »
- Bouli et le monstre noir, illustrations de Zaü, Épigones, coll. « Myriades »
- Bravo Bouli, illustrations de Zaü, Épigones, coll. « Myriades »
- Le Noël de Bouli, illustrations de Zaü, Épigones, coll. « Myriades »
- Bouli et la bagarre, illustrations de Zaü, Épigones, coll. « Myriades »
- Bouli et la ronde des amoureux, illustrations de Zaü, Épigones, coll. « Myriades »
- Bouli et l'incendie, illustrations de Zaü, Épigones, coll. « Myriades »
- Bouli un chenapan en danger, illustrations de Zaü, Épigones, coll. « Myriades »
- Le Grand Livre de tous les méchants, illustrations de  Korky Paul, Milan ; rééd. 2007 ; nouvelle édition, illustrations de Bruno Salomone, Milan, 2016
- On s'aimera toujours, illustrations de Johanna Kang, Syros
- Gros Louis, illustrations de Jean-Claude Pertuzé, Épigones, coll. « Myriades »

1995
- Petit Nuage, illustrations de Jean-Michel Payet, Casterman, coll. « Romans Huit et plus »
- Paroles d'espoir, illustrations de Michele Ferri, Albin Michel, coll. « Carnets de sagesse »
- Paroles de révolte, Albin Michel, coll. « Carnets de sagesse »
- L'Énigme du Pompina, en collaboration avec Gérard Moncomble, illustrations de Patrick Goulesque, Milan, coll. « Zanzibar »
- L'Étoile de Noël, illustrations de Martin Matje, Épigones ; réédition, Casterman, coll. « Comme la vie », 2003
- Moi, Sitting Bull, illustrations de Jame's Prunier, Albin Michel
- La Dette de mon père, illustrations de Jean-Louis Tripp, Syros, coll. « Souris noire »

1996
- Paroles de fraternité, illustrations de Mireille Vautier, préface de l'Abbé Pierre, Albin Michel, coll. « Carnets de sagesse »
- Petite anthologie du fantastique, Sédrap
- 17 pièces humoristiques pour l'école, avec Gérard Moncomble, Albin Michel Education
- Ado blues, illustrations de Olivier Tossan, De La Martinière Jeunesse ; réédition, Pocket jeunesse, coll. « Les guides », 2005 ; réédition, illustrations de Jacques Azam, La Martinière Jeunesse, coll. « Plus d'oxygène », 2014
- L'Appel du Miaou-Miaou, illustrations de Alexios Tjoyas, Nathan, coll. « Demi-Lune »
- Yoël ou le sang de la pierre, illustrations de Dorothée Robert, Casterman
- Petite Anthologie de la mythologie, Sédrap
- Paroles de paresse, illustrations de Rémi Courgeon, Albin Michel, coll. « Carnets de sagesse »

1997
- Paroles des romantiques, Albin Michel, coll. « Carnets de sagesse »
- Cadet-Rousselle aux deux maisons, illustrations de Zaü, Épigones, coll. « Premières histoires »
- Pêcheur de couleurs, illustrations de Éric Battut, Didier Jeunesse,- réédition 2021  (ISBN 9782278097562)
- Nul en pub, illustrations de Serge Bloch, Rue du monde
- Paroles des poètes d'aujourd'hui, avec Claude Barrère, Albin Michel, coll. « Carnets de sagesse »
- Petite anthologie du théâtre comique, Sédrap
- Happy Birthday, De La Martinière Jeunesse

1998
- Érotiques d'Orient, Albin Michel
- Les Aventures de Freddy la Truffe, en collaboration avec Gérard Moncomble, Casterman
- Des canards dans un panier de crabes, en collaboration avec Gérard Moncomble, illustrations de Jean-Marie Renard, Casterman, coll. « Romans Huit et plus »
- Un os dans le cassoulet, en collaboration avec Gérard Moncomble, illustrations de Jean-Marie, Renard, Casterman, coll. « Romans Huit et plus »
- Une croisière aux petits oignons, en collaboration avec Gérard Moncomble, illustrations de Jean-Marie, Renard, Casterman, coll. « Romans Huit et plus »
- Paroles de mai, Albin Michel, coll. « Carnets de sagesse »
- La Chanson des sirènes, illustrations de Max Cabanes, Milan
- La Mer a disparu, illustré par Françoiz Breut, Nathan
- Petite anthologie du conte, avec Jean-Pierre Kerloc'h, Sédrap
- Les Orphelins d'Amérique, Syros, coll. « Les uns les autres » ; réédition, Le Muscadier, coll. « Place du marché », 2014  (ISBN 9791090685208)
- Théâtre pour de rire, avec Gérard Moncomble, Magnard
- Léon polisson et Léon gourmand, Nathan
- Léon tête-en-l'air et Léon pagaille, Nathan
- Léon casse-cou et Léon grognon, Nathan
- Léon curieux et Léon timide, Nathan
- Paroles d'idéal, Albin Michel, coll. « Carnets de sagesse »

1999
- Histoires d'indiens, Sédrap
- Paroles aztèques, Albin Michel, coll. « Carnets de sagesse »
- Le Loup de la tapisserie, illustrations de Bruno Gibert, Père Castor-Flammarion
- Le Dico des mots rigolos, en collaboration avec Gérard Moncomble, illustrations de Howard Pyle, Albin Michel Jeunesse
- Paroles de sagesse éternelle, Albin Michel, coll. « Carnets de sagesse »
- En moins d'une, dans la lune, illustrations de Christophe Alline, Didier Jeunesse
- La Souris, illustrations de Christophe Merlin, Nathan, coll. « Animalou »
- La Tortue, illustrations de Frankie Merlier et Valérie Stetten, Nathan, coll. « Animalou »
- Le Panda, illustrations de Claire Nomdedeu, Nathan, coll. « Animalou »
- Le Chat, illustrations de Agnès Mathieu, Nathan, coll. « Animalou »
- Le Grand Livre contre le racisme, collectif d'auteurs, Rue du monde
- Petite Brocante intime, collectif avec Philippe Delerm et al., Le Pré aux Clercs
- Paroles pour les animaux, avec Théodore Monod, illustrations de Laurent Corvaisier, Albin Michel, coll. « Carnets de sagesse »
- La Mer a disparu, illustrations de François Breut, Nathan, coll. « Demi-Lune » ; réédition, Nathan, coll. « Nathan poche », 2006

### Années 2000
2000
- Madame Dondon, illustrations de Nathalie Choux, Albin Michel Jeunesse
- Indiens, Indiennes, illustrations de Marcelino Truong, Nathan, coll. « Kaléidoc »
- Adolescente solitude, illustrations de Éric Battut, Lo Païs d'enfance
- Laissez passer les biquettes, illustrations de Benjamin Chaud, Nathan, coll. « Première Lune »
- Poèmes à poils et à plumes pour enfants en pyjama, Pluies d'étoiles
- La Petite Peur qui monte, qui monte..., illustrations de Virginie Sanchez, Milan
- La Poule qui pond des patates, illustrations de Laurence Cleyet-Merle, Milan, coll. « Milan poche Benjamin »
- Mon maître est un sorcier, illustrations de Christophe Merlin, Milan, « Milan poche Cadet »
- Le Cœur de Violette, illustrations de Nathalie Novi, Didier jeunesse
- Théâtre pour rire au collège, Magnard
- Mon premier Verlaine, illustrations de Marc Daniau, Milan, coll. « Milan poche Junior »
- Le Baiser de Maria Élisa, illustrations de Philippe Jalbert, Magnard Jeunesse

2001
- Mon premier livre de sagesse, illustrations de Philppe Lagautrière, Albin Michel Jeunesse
- Le Dico rigolo des expressions, Albin Michel Jeunesse
- Mon premier Hugo, illustrations de Marc Daniau, Milan, coll. « Milan poche Junior »
- Le Sandwich de mammouth, illustrations de Lionel Le Néouanic, Milan, coll. « Milan poche Benjamin »
- Le Cri du poisson rouge[7], Eden - roman adulte
- Les Noces du soleil, illustrations de Anne Buguet, Lo Païs d'enfance - Prix des Enfants (Troyes) 2002[9]
- Les Indiens des plaines d'Amérique, Le Sorbier
- Feuilles d'herbes de Walt Whitman, illustrations de Michele Ferri, Albin Michel

2002
- Mon premier Baudelaire, Milan, coll. « Milan poche Junior »
- Histoires de loups, illustrations de Daneil Hénon, Sédrap
- Paroles amoureuses, illustrations de Marcelino Truong, Albin Michel, coll. « Carnets de sagesse »
- Les Devinettes du train fantôme, illustrations de Frédéric Sochard, Albin Michel Jeunesse, coll. « Comptines »
- Moi Sitting Bull, Milan, coll. « Milan poche Junior »
- L'Empereur astronome, illustrations de Emre Orhun, Nathan

2003
- Alerte au cyclone !, illustré par Ronan Badel, Nathan, coll. « Demi-Lune »
- Mes premiers poètes
- Les Philo-Fables, illustrations de Philippe Lagautrière, Albin Michel Jeunesse
- Le Dico des indiens
- Tornade. Le Pays des loups, illustrations de Claude Millet et Denise Millet, Albin Michel Jeunesse, coll.« Fourmi qui lit »
- Tornade. Le Pari impossible, illustrations de Claude Millet et Denise Millet, Albin Michel Jeunesse, coll.« Fourmi qui lit »
- Tornade. L'Ami Cheyenne, illustrations de Claude Millet et Denise Millet, Albin Michel Jeunesse, coll.« Fourmi qui lit »
- Les Copains de la récré
- Paroles d'honnête homme, Albin Michel, coll. « Carnets de sagesse »
- Plume rouge, illustrations de Marcelino Truong, Nathan, coll. « Petits romans »

2004
- Le Grand Livre des codes secrets : tout pour inventer de mystérieux messages, coécrit avec Daniel Royo, illustrations de Charles Dutertre, Albin Michel jeunesse
- Petites et Grandes Fables de Sophios, illustrations d'un collectif d'illustrateurs, Albin Michel Jeunesse,
- Tokala l'Indien-cheval
- Robin des Bois, illustrations de Séra, Albin Michel Jeunesse, coll. « Grandes Aventures racontées aux enfants »
- Histoires de chats, illustrations de Ghislain Loupias, Sedrap
- La Boîte à cauchemars, illustrations de Frédéric Pillot, Milan - Prix des Incorruptibles 2006[5]
- Mon miel, ma douceur, illustrations d'Élodie Nouhen, Didier Jeunesse - Prix Chrétien de Troyes 2005[5]
- Mon premier Rimbaud, illustrations de Marc Daniau, Milan, coll. « Milan poche Junior »
- La Pétoche du géant poilu, illustrations de Philippe Diemunsch, Milan, coll. « Milan poche Benjamin »
- Les Aventures de Freddy la truffe, avec Gérard Moncomble, illustrations de Jorg Mühle, Milan, coll. « Milan poche Cadet »
- King Kong, adapté de Edgar Wallace, illustrations de Christophe Blain, Albin Michel Jeunesse, coll. « Grandes Aventures racontées aux enfants »
- Trésors d'amitié, avec Patrick Joquel, illustrations de Pascal Gaufre, Milan
- Emma a deux maisons, illustrations de Philippe Diemunsch, Père Castor-Flammarion, coll. « Histoires de grandir »

2005
- Made in Guadany, illustrations de Jacek Woźniak, Mauvaise graine
- Le Manège de Petit Pierre, illustrations de Christophe Merlin, Albin Michel Jeunesse
- Le Prophète du libéralisme[8], sous le pseudonyme de Kosy Libran [lire en ligne]

2006
- Mon premier La Fontaine, illustrations de Marc Daniau, Milan, coll. « Milan poche Junior »
- Frankenstein
- Paroles de liberté, illustrations de Hervé Tullet, Albin Michel, coll. « Paroles »
- Un loup dans ma chambre, illustrations de Vanessa Gautier, Père Castor-Flammarion
- Mon papa ce géant, illustrations de Ronan Badel, Lo Païs d'enfance
- Fables mythologiques
- Bonnes Nouvelles de Michel Piquemal, Sédrap
- Massacre aux petits oignons
- Roméo et Juliette, adapté de William Shakespeare, illustrations de Natahlie Novi, Albin Michel Jeunesse
- Fables mythologiques, les héros et les monstres, illustrations de Séverin Millet, Albin Michel Jeunesse
- Dauphins, princes de la mer, illustrations de Charlotte Gastaut, Père Castor-Flammarion
- Dis, d'où ça vient ? Petites histoires de nos gestes quotidiens, illustrations de Fernando Puig-Rosado, De La Martinière Jeunesse - Prix Presse des Jeunes, Junior 2006[5]
- Les Nouvelles Aventures de Freddy La truffe, Milan, coll. « Milan poche Cadet »
- Contes de pourquoi
- Léopold et moi

2007
- Les Philo-fables pour vivre ensemble, illustrations de Philippe Lagautrière, Albin Michel Jeunesse ; rééd. format poche, Albin Michel Jeunesse, 2009
- Petites pièces philosophiques
- Contes indiens des peuples Apache, Cheyenne, Iroquois...
- La Grève, illustrations de Zaü, L'Édune

2008
- Courageuse Maman panthère
- Petit Sanglier apprivoisé
- Philo-fables poche
- Les Deux Soldats, illustrations de Julien Billaudeau, Rue du monde[10]

2009
- La Pierre des deux mondes, Tertium, coll. Volubile  (ISBN 9782916132204)
- De la terre au soleil, illustrations de Barroux, Didier Jeunesse
- Les Lapins et la forêt en flammes, illustrations de Cécile Geiger, Hatier Jeunesse
- La Ballade de Kiki le coq et Cucue la poule
- Tout savoir sur le sexe. Sans tabous ni complexes, avec Jo Witek, illustrations de Deemoes, De La Martinière Jeunesse
- J’ai 4 ans, je suis grande, illustrations de Cécile Geiger, L'Édune
- Achète-moi la moto rouge, illustrations de Thomas Baas, Albin Michel Jeunesse, coll. « Piccolophilo »
- C’est pas juste, illustrations de Thomas Baas, Albin Michel Jeunesse, coll. « Piccolophilo »
- Bonjour, petit chou, bonne nuit mon amour, illustrations de Géraldine Cosneau, Hatier Jeunesse

### Années 2010
2010
- Frères des grandes plaines, illustrateur Charles Dutertre, narrateur Hubert Drac, Bayard jeunesse - album-CD
- C’est quoi la mort, illustrations de Thomas Baas, Albin Michel Jeunesse, coll. « Piccolophilo »
- Parle moi petit chat, illustrations de Thomas Baas, Albin Michel Jeunesse, coll. « Piccolophilo »
- La Vache tombée du ciel et autres faits divers, avec Patrice Cartier, illustrations de Bruno Salomone, Albin Michel Jeunesse
- Télé cot cot réalité, illustrations de Frédéric Pillot, De La Martinière Jeunesse
- Les Trois Plumes, série Petits Cheyennes, illustrations de Peggy Nille, Hatier Jeunesse
- La Fête de l’aigle, série Petits Cheyennes, illustrations de Peggy Nille, Hatier Jeunesse
- Les Philo-fables, Le Livre de Poche
- Le Conteur-philosophe, , Albin Michel
- Liu Chan et la carpe sacrée, illustrations de Quitterie de Castelbajac, Le Ricochet
- La Neige vive, illustrations de Nathalie Novi, Didier jeunesse
- Pensées éclairs... de l’école des profiteroles, illustrations de Audrey Calleja, L'Édune
- Les Philo-fables pour la terre, illustrations de  Lagautrière, Albin Michel[11] ; réédition format poche, Albin Michel Jeunesse, 2014
- C'est à moi !, illustrations de Thomas Baas, Albin Michel Jeunesse, coll. « Piccolophilo »
- Aïe j'ai mal !, illustrations de Thomas Baas, Albin Michel Jeunesse, coll. « Piccolophilo »
- Histoires d'ours, Sédrap
- Les Mustangs ont disparu, série Petits Cheyennes, illustrations de Peggy Nille, Hatier Jeunesse
- La Pêche en canoë, série Petits Cheyennes, illustrations de Peggy Nille, Hatier Jeunesse
- Ma boîte à poèmes, illustrations de Audrey Simon, Tourbillon

2011
- Mais je suis déjà grand !, illustrations de Thomas Baas, Albin Michel Jeunesse, coll. « Piccolophilo »
- Paroles de joie, Albin Michel
- Petit Monsieur, illustrations de Éric Battut, L'Édune
- La Vache qui rit tire la langue à la Joconde, en collaboration avec Patrice Cartier, Abin Michel,
- Le Rire de Jiha, illustrations de Barbara Nascimbeni, Escabelle, coll. « Transmettre »  (ISBN 9782361900090)
- C'est pour de vrai ou pour de faux !, illustrations de Thomas Baas, Albin Michel Jeunesse, coll. « Piccolophilo »
- Miss Cocotte, illustrations de Frédric Pillot, De La Martinière Jeunesse
- La Colère du Papatopiti
- Omoutou, guerrier massaï, illustrations de Bruno Pilorget, L'Élan vert  (ISBN 9782844551986)
- Mes plus belles récitations, collectif d'illustrateurs, Albin Michel Jeunesse  (ISBN 9782226230348)
- Le Secret Marcus Caïus Victor, Sédrap

2012
- La Voix d'or de l'Afrique, l'histoire de Salif Keita, illustrations de Justine Brax, Albin Michel jeunesse
- Je suis gaucher, et alors ?, illustrations de Jacques Azam, De La Martinière Jeunesse  (ISBN 9782732448862)
- Paroles de résistance, illustrations de Ernest Pignon Ernest, Albin Michel
- La Course au miel, série Petits Cheyennes, illustrations de Peggy Nille, Hatier Jeunesse
- Mamouchka, illustrations de Nathalie Novi, Gallimard Jeunesse
- La Revanche de Feuille-de-vent, série Petits Cheyennes, illustrations de Peggy Nille, Hatier Jeunesse
- Curieuse, Bavarde et Coquette, illustrations de Bruno Robert, Le Ricochet, coll. « Les canoés »  (ISBN 9782352630678) ; réédition, illustrations de Bruno Robert, Tom Poche  (ISBN 9782380160185)
- L'École des mammouths, Milan, coll. « Milan poche benjamin »
- Le Secret du pharaon, Sédrap
- Le Pendentif de Kihia, Sédrap
- Frère des chevaux : Lascaux, illustrations de Stéphane Girel, L'Élan vert/Canopé, coll. « Pont des arts »  (ISBN 9782844552433)

2013
- Le Serpent de neige, série Petits Cheyennes, illustrations de Peggy Nille, Hatier Jeunesse  (ISBN 9782218969485)
- La Robe rouge de Nonna, Albin Michel Jeunesse
- Lou, son chat et les assassins, illustrations de Karla Macias, Bulles de savon, coll. « Plume »  (ISBN 9791090597082)
- Cinq Albums pour une méthode de lecture en CP, Doubi et le monstre noir, la semaine de Kirikiki, un loup à l'école, Coquin de renard, L'ours blanc, Sédrap
- Histoires de cartables, Sédrap
- Les Mots des Occitans, éditions du Cabardès

2014
- Le Petit oiseau au grain de blé, illustrations de Peggy Nille, Bulles de savon
- L'Arbre à sucre, série Petits Cheyennes, illustrations de Peggy Nille, Hatier Jeunesse
- Petit Jean des Poilus, Sédrap
- 20 Nouveaux Contes de pourquoi, Sédrap
- Heureux sans dieu ni religion, Hugo et Cie
- Un voyage scolaire à devenir chèvre, Sédrap

2015
- L'Affreux Géant Wendigo, série Petits Cheyennes, illustrations de Peggy Nille, Hatier Jeunesse
- Et si demain..., Le Muscadier, coll. « Place du Marché »  (ISBN 9791090685499)
- Nour et le peuple des loups, illustrations de Emmanuel Roudier, Rue du Monde, coll « Romans du monde »  (ISBN 9782355043772) - Prix du roman historique jeunesse 2016-2017[12]
- La Soupe magique des petits lutins, Sédrap
- Oryn, éd. Tertium, 2016
- Heureux sans Dieu, CD, Stanké
- Ta tête est folle, CD de Kristina, musique Alexandre Stanké, paroles Michel Piquemal
- Mon poémier, illustrations de Magali Bardos, Tourbillon  (ISBN 9791027601042) - réédition en format livre de Ma boîte à poèmes

2016  
- Le Triomphe de feuille de vent, série Petits Cheyennes, illustrations de Peggy Nille, Hatier Jeunesse
- Histoires de pirates, Sédrap
- Sagesse des Indiens, Vuibert
- L'Incroyable Histoire de l'orchestre recyclé, illustrations de Lionel Le Néouanic, Albin Michel Jeunesse  (ISBN 9782226329264)

2017
- Le Géant endormi, en collaboration avec Daniel Royo, Sédrap
- Histoires merveilleuses et fantastiques, SED
- Le Collier de l'empereur, éd du Cabardès
- La Grotte des mammouths, Milan
- La Souris philosophe, Didier jeunesse
- Les Amoureux du palais de glace, illustrations de Céline Becq, Albin Michel Jeunesse  (ISBN 9782226399342)

2018
- En scène les enfants, éd SED
- Au temps des Gallo-Romains, éd du Cabardès

2019
- Frère ami, Rue du monde
- Contes indiens du petit peuple du ciel, Tertium
- King Kong, illustré par Christophe Blain, Hachette jeunesse, coll. « Robinson »
- L'Éléphante qui cherchait la pluie, illustrations de Alex Godard, Albin Michel Jeunesse  (ISBN 9782226443434)

### Année 2020
- Grignoti, grignota, Milan
- Jean Moulin, biterrois artistes et résistant, éd CS
- Le Courage de Nao, illustrations de Zaü, Rue du monde  (ISBN 9782355046209)
- Et si demain... le retour, Le Muscadier, coll. « Rester vivant »  (ISBN 9791096935635)
- Loupiot la pétoche, Bayard Presse, coll. « Les belles histoires des petits »
- Dans le secret des grottes : La Magie des pierres vertes, Sédrap

2021
- Le Roi de la chipe-chipe, Milan, coll. « Histoires pour les petits »
- La Cloche et le Renard, Milan, coll. « Histoires pour les petits »
- Maman contre le géant, Milan, coll. « Histoires pour les petits »
- Un espiègle canari, illustrations de Pascale Maupou Boutry, Cipango  (ISBN 9791095456346)
- Le trésor des poilus , illustrations de Tom Elohosy Cole , Milan

2022
- Au temps des Gallo-Romains ,illustrations de Philippe Archer, Éditions du Cabardès
- Cosette , illustrations de Annette Marnat , Éditions Magnard
- Gavroche , illustrations de Annette Marnat , Éditions Magnard
- Ran et les mammouths, tome 3 : Le concours des mammouths , illustrations de Hervé Le Goff , Milan

## Distinctions
Liste non exhaustive :
- 1989 : Grand Prix du Livre pour la Jeunesse (Ministère Jeunesse et Sports)[2] pour Le Jobard (Éd. Milan)
- 2002 : Prix des Enfants (Troyes)[9] pour Les Noces du soleil (Éd. Lo Païs d'enfance)
- 2005 : Prix Chrétien de Troyes pour Mon miel ma douceur, édition bilingue français-arabe (Éd. Didier Jeunesse)
- 2006 : Prix Presse des Jeunes - Junior, pour Dis, d'où ça vient ? : Petites histoires pour expliquer nos gestes quotidiens (Éd. de La Martinière)
- 2006 : Prix des Incorruptibles - CP pour La Boîte à cauchemars (Éd. Milan)
- 2008 : Parrain du Festival de littérature jeunesse La Maman des Poissons
- 2011 : Président d'honneur du Concours de la nouvelle de Sauramps
- 2016-2017 : Prix du roman historique jeunesse (CM2-6ème)[12] pour Nour et le peuple des loups (Éd. Rue du monde)